# Politikåret 1824

## Händelser
- 18 maj - Mexikos förenta stater utropas.[1]
- 8 juni - Gustaf af Wetterstedt efterträder Lars von Engeström som Sveriges utrikesstatsminister.[2]

### Fotnoter
1. ↑  ”Mexico” (på engelska). World Statesmen. http://www.worldstatesmen.org/Mexico.htm. Läst 30 juli 2015.
2. ↑  ”Sweden” (på engelska). World Statesmen. http://www.worldstatesmen.org/Sweden.html. Läst 30 juli 2015.